# Nilusrivier
De Nilusrivier  (Zweeds: Nilusjoki) is een rivier die stroomt in de Zweedse  gemeente Kiruna. De beek verzorgt de afwatering van het Mörtinmoeras, stroomt door het Pökkylämeer en stroomt via andere meren en moerassen naar het noordoosten. Ze is ongeveer 6 kilometer lang.
Afwatering: Nilusrivier → Torne → Botnische Golf